# Wiley Wiggins
Wiley Ramsey Wiggins (Austin, 6 novembre 1976) è un attore statunitense.

## Biografia
Nato nel 1976 ad Austin, nel Texas, Wiley Ramsey è nipote di Lanny Wiggins, membro dei Waller Creek Boys, uno dei primi gruppi musicali di Janis Joplin. 
Wiggins ha recitato in due film del regista Richard Linklater: La vita è un sogno, all'età di 16 anni, e Waking Life, come protagonista in versione animata in rotoscope, all'età di 24 anni. In quest'ultimo film ha collaborato anche in qualità di animatore. 
Interessato alla cybercultura dei primi anni novanta, scrive occasionalmente per riviste come FringeWare Review, Mondo 2000 e Boing Boing, oltre che nel suo blog It's Not For Everyone.

## Filmografia

### Attore
- La vita è un sogno (Dazed and Confused), regia di Richard Linklater (1993)
- Love e una .45 (Love and a .45), regia di C.M. Talkington (1994)
- Boys, regia di Stacy Cochran (1996)
- Plastic Utopia, regia di David Zellner (1997)
- The Faculty, regia di Robert Rodriguez (1998)
- Waking Life, regia di Richard Linklater (2001)
- Frontier, regia di David Zellner (2001)
- Goliath, regia di David Zellner (2008)
- Sorry, Thanks, regia di Dia Sokol (2009)
- Computer Chess, regia di Andrew Bujalski (2013)

### Animatore
- Waking Life, regia di Richard Linklater (2001)

### Co-produttore
- Frontier, regia di David Zellner (2001)